# خيسوس جيل (مبارز بالسيف)
خيسوس جيل هو مبارز بالسيف كوبي، ولد في 5 سبتمبر 1951 في هافانا في كوبا.

## وصلات خارجية
- خيسوس جيل على موقع أوليمبيديا (الإنجليزية)